# On Tour with Eric Clapton
On Tour with Eric Clapton est un album live de Delaney & Bonnie & Friends enregistré en 1969 et sorti en juin 1970. Sorti chez Atco Records, il atteint la 29e place dans le Billboard 200 en avril 1970, la 39e dans les charts britanniques et a été certifié disque d'or par la RIAA.

## Historique
Des amis d'Eric Clapton, le groupe de Delaney (en) et Bonnie Bramlett, se produisaient en première partie de Blind Faith. Eric Clapton les rejoint avec d’autres musiciens pour cette tournée mondiale. L’album est une vraie fête et apporte une gloire éphémère au groupe. Cet album a été réédité en 2010, sous forme de coffret 4 CD, avec George Harrison à la guitare sous le pseudonyme de L'Angelo Misterioso, à cause de différends contractuels avec la maison de disques Apple Corps avec laquelle il était lié par contrat.

## Titres
1. Things Get Better (Steve Cropper, Eddie Floyd, Wayne Jackson) – 4:20
2. Poor Elijah - Tribute to Johnson Medley (Delaney Bramlett, J. Ford, Leon Russell) – 5:00
3. Only You Know and I Know (Dave Mason) – 4:10
4. I Don't Want to Discuss It (Beth Beatty, Dick Cooper, Ernie Shelby) – 4:55
5. That's What My Man Is For (Bessie Griffin) – 4:30
6. Where There's a Will There's a Way (Bonnie Bramlett, Bobby Whitlock) – 4:57
7. Comin' Home (Bonnie Bramlett, Eric Clapton) – 5:30
8. Little Richard Medley: Tutti Frutti/The Girl Can't Help It/Long Tall Sally/Jenny Jenny (Richard Penniman, R.W. Trout) – 5:45

## Musiciens
Selon le livret inclut avec l'album :
- Delaney Bramlett (en) (Guitare, chant)
- Bonnie Bramlett (chant)
- Rita Coolidge (chœurs)
- Eric Clapton (guitare, chant)
- George Harrison alias L'Angelo Misterioso - (guitare - Sur les disques 2, 3 et 4 du coffret seulement).
- Dave Mason (guitare)
- Carl Radle (basse)
- Bobby Keys (saxophone)
- Jim Price (trombone, trompette)
- Bobby Whitlock (orgue, piano, claviers, chœurs)
- Jim Gordon (Batterie, percussions).